# Chris Tomic
Chris Tomic (* 1978 in Krefeld) ist ein deutscher Informatiker, Erfinder und Unternehmer.

## Leben
Nach seinem Studium an der Heinrich-Heine-Universität Düsseldorf arbeitete er bis zum Jahr 2001 in der Firma Novadoc GmbH und entwickelte Technologien für den Internet- und Mobilfunkbereich. Er entwickelte das UCP-Protokoll für den Versand der weltweit ersten Handylogos und monophonen Klingeltöne im Jahr 1998.
Als leitender Geschäftsführer der Firma Novadoc GmbH konzentrierte er sich auf die Entwicklung sicherer Abrechnungssysteme über das Mobiltelefon und das Zahlen über SMS Kurznachrichten (Mobile-Payments).
Im Jahr 2001 wurde er Technischer Direktor  der Firma Monstermob LTD in Großbritannien.

## Entwicklung der Firma Monstermob LTD
Im Jahr 2003 erfolgte der Börsengang der Firma Monstermob LTD an der Londoner Börse mit einer Marktkapitalisierung von 32 Millionen britischen Pfund.
Die spanische Internet-Firma LaNetro Zed erwarb die Mehrheitsanteile mit einem Aktienanteil von 53 %.
Durch den Zukauf wurde LaNetro Zed und Monstermob Ltd zur weltweit größten Firma im Sektor Mobile Value-Added Services (Mehrwertdienste).
Das Unternehmen ist in 31 Ländern aktiv und beschäftigt insgesamt 1.200 Angestellte.